# София Сицилийская
София — святая мученица Сицилийская. День памяти — 18 сентября.
Согласно устному преданию, святая София родилась в благородной семье из Византии. Её отец, язычник по имени Констант, предположительно был губернатором. Он назвал свою дочь Софией в честь греческой богини премудрости. Св. София рано лишилась матери. Дабы уберечь её от посторонних глаз, отец решил заточить её вместе с нянькой в башню до двенадцати лет. Однажды с проповедью у неё был христианин по имени Тимофей. Он наставил святую в Христовой вере, крестил её и оставил в подарок образы Христа-Спасителя, Божией Матери и Иоанна Крестителя. После тайных молитв перед святыми иконами святая решила посвятить своё девство Христу.
Отец, узнав о её обращении, просил её отречься от веры. Но она была тверда в своём намерении, претерпела бичевание и оставалась в тюрьме, покуда её оттуда не освободили товарищи во Христе. Св. София решила затем встать прибывающих на побережье у Сиракуз. Здесь по её молитвам был исцелён хромой, который просил милостыню, призывавший богов языческих, но уверовавший, что только Триединый Бог может помочь тем, кто в этом нуждается. Затем, чтобы уйти от взоров мужчин, святая София предпочла жить в одиночестве в одной из этих пещер, расположенных на территории Панталики. Префект Панталики Марциал предпринял усилия по разысканию юной девы. Им были допрошены два пастыря, один из которых указал её место пребывания. Он вытащил её за волосы из убежища и вернул на родину. Там на глазах отца он подверг святую Софию пыткам, а затем обезглавил. Было это 18 сентября 221 года. Тогда святой Софии было 29 лет от роду. Её отец после таких надругательств над дочерью, тремя годами позже принял христианство.
Начало почитания святой Софии относят к X веку, когда Сицилия оказалась под властью Византии. Это почитание связывают с аристократической семьёй Гаэтани. В XVI веке ими был воздвигнут в честь святой храм в Сортино. После разрушительного землетрясения на Сицилии 1693 года Пьетро Гаэтани предпринял усилия по воссозданию храма в стиле барокко.
В приходе San Nicolò di Zafferia, что в Мессине, сохранилось относящееся к 1300 году изображение святой в монашеских одеждах. В храме св. Себастяна в Сортино имеются два иных изображения, на одном из которых святая пребывает среди иных святых дев, а на другом — вместе со Святым Семейством.
Хотя святая не включена в Римский мартиролог, 29 августа 1538 года король Сицилии получил папское послание папы Римского Павла III от 11 марта 1535 года, в котором подтверждалось то, что св. София является покровительницей Сортино.